# Andreas Noack

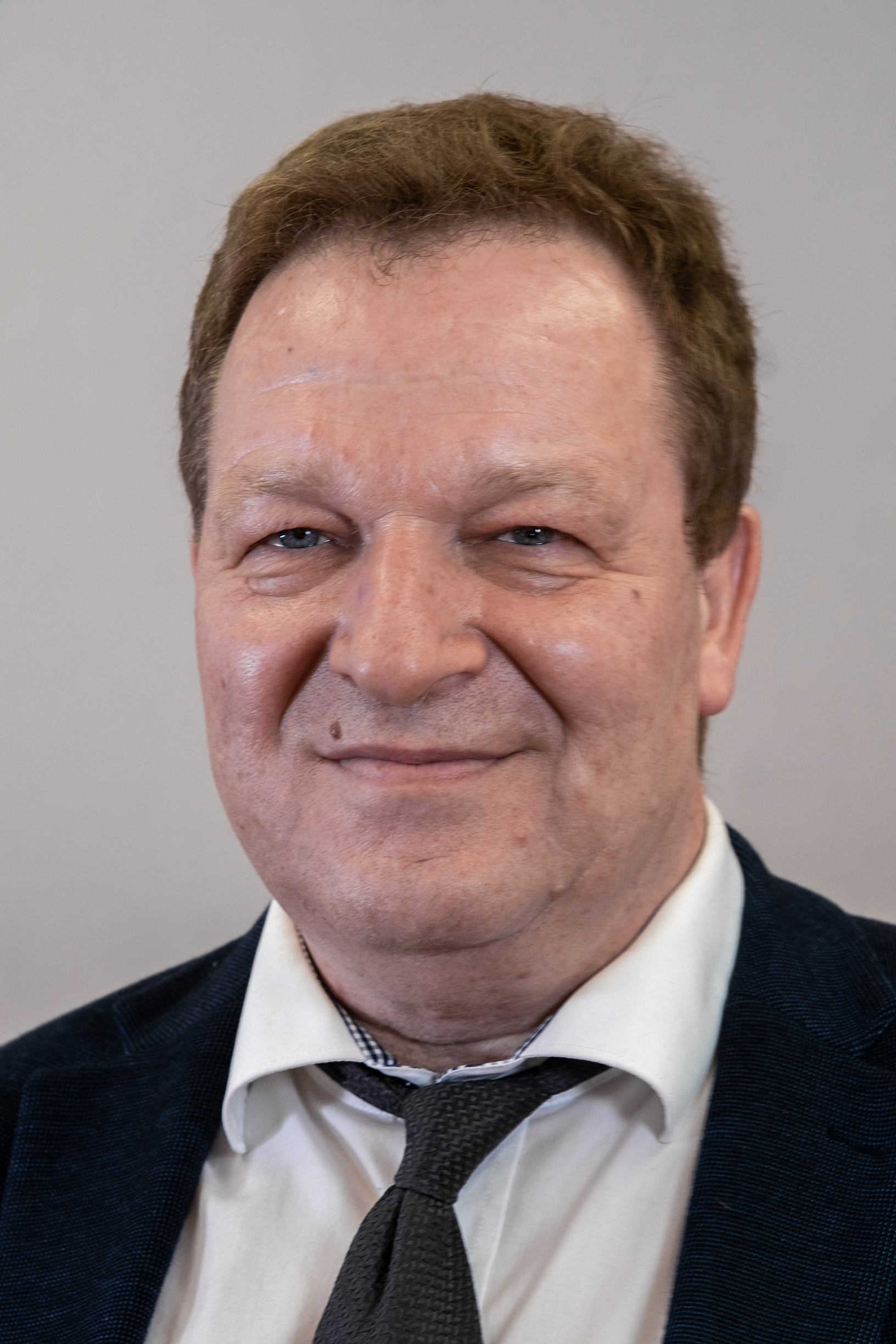
Andreas Noack (2020)

Andreas Noack (* 1965 in Hennigsdorf) ist ein deutscher Politiker der SPD und seit 2019 Abgeordneter im Landtag Brandenburg.

## Leben
Noack legte sein Abitur am Alexander-S.-Puschkin Gymnasium in Hennigsdorf ab und absolvierte danach eine Ausbildung zum Stahlwerker (Metallurge für Formgebung), später folgte eine Fortbildung zum technischen Fachwirt. Derzeit ist er als selbstständiger Versicherungsvermittler in Brandenburg tätig und Inhaber einer Versicherungsagentur. Er ist Mitglied im Aufsichtsrat der Stadtwerke von Velten.
Noack wohnt in Velten, ist verheiratet und Vater erwachsener Kinder.

## Politik
Noack ist seit 1989 Mitglied der SPD. Er war von 1990 bis 2020 Mitglied des Kreistags Oberhavel und dort von 1993 bis 2020 Vorsitzender der SPD-Fraktion. Seit 2007 ist er Mitglied der Stadtverordnetenversammlung in Velten, der er bereits von 1998 bis 2001 angehörte.
Am 1. September 2019 gelang Noack bei der Landtagswahl in Brandenburg 2019 der Einzug als Abgeordneter in den Landtag Brandenburg für die SPD Brandenburg. Er gewann im Landtagswahlkreis Oberhavel I mit 29,1 Prozent das Direktmandat. In der 7. Wahlperiode, von 2019 bis 2024, war er ordentliches Mitglied im Ausschuss für Haushalt und Finanzen, im Ausschuss für Haushaltskontrolle, im Ausschuss für Inneres und Kommunales, im Unterausschuss zum Thema „Finanzangelegenheiten der FBB GmbH“ sowie Vorsitzender des Unterausschusses für Haushaltskontrolle.
Bei der Landtagswahl am 22. September 2024 gewann er erneut mit 34,0 Prozent der Erststimmen das Direktmandat für den Landtagswahlkreis Oberhavel I.